# Червона юрта
«Червона юрта» — радянський художній фільм 1982 року, знятий режисером Канимбеком-Кано Касимбековим на кіностудії «Казахфільм».

## Сюжет
У роки колективізації до глухого казахського аулу приїхала агітбригада «Червона юрта». Боячись організації в аулі колгоспу, місцеві жителі намагалися втекти за кордон, але члени агітбригади вступили з ними у бій.

## У ролях
- Нурлибай Єсімгалієв — Айдосов
- Турарбек Айткожанов — Кабас
- Гульнара Дусматова — Батіма
- Жан Байжанбаєв — роль другого плану
- Нуржуман Іхтимбаєв — Барсбай
- Мухтар Бахтигерєєв — Оспан
- Меїр Кашаганов — роль другого плану
- Т. Примжанов — Асан
- Є. Чалданбаєв — Ташкара
- Г. Динбаєва — Жулдуз
- Макіль Куланбаєв — епізод
- Гайнікамал Байкошкарова — епізод
- Шахан Мусін — епізод
- Байкенже Бельбаєв — епізод
- Н. Кажгалієва — епізод
- Анеш Єржанова — епізод
- К. Курумбаєв — епізод
- Н. Нурпеїсов — епізод
- С. Тинибекова — епізод
- Б. Сураужанова — епізод
- Дімаш Ахімов — епізод
- Б. Чалданбаєва — епізод
- З. Чалданбаєва — епізод

## Знімальна група
- Режисер — Канимбек-Кано Касимбеков
- Сценаристи — Сакен Наримбетов, Смагул Єлубаєв
- Оператор — Аубакір Сулєєв
- Композитор — Нургіса Тлендієв
- Художник — Віктор Ледньов